# Llista de topònims de Sant Feliu de Buixalleu
Llista de topònims (noms propis de lloc) del municipi de Sant Feliu de Buixalleu, a la Selva
Informació actualitzada per un bot. Els canvis manuals es perdran quan s'actualitzi!

## curs d'aigua
| imatge | Nom              | Ubicat a                                       | instància de | Detalls                                   | coordenades                                                                                               | Protecció | Commons (més fotos)   | Dades a WD                    |
| ------ | ---------------- | ---------------------------------------------- | ------------ | ----------------------------------------- | --- | --------- | --------------------- | ----------------------------- |
|        | la Tordera       | Selva Vallès Oriental Maresme                  | curs d'aigua | Desemboca: mar Mediterrània Llarg: 61.5km | 41° 48′ 13″ N, 2° 25′ 05″ E / 41.803521°N,2.418014°E 41° 39′ 03″ N, 2° 46′ 39″ E / 41.650939°N,2.777482°E |           | Tordera River         | Modifica les dades a Wikidata |
|        | riera d'Arbúcies | Sant Feliu de Buixalleu Arbúcies Hostalric     | curs d'aigua | Desemboca: la Tordera                     | 41° 48′ 23″ N, 2° 24′ 46″ E / 41.806291°N,2.412662°E 41° 43′ 53″ N, 2° 37′ 34″ E / 41.73148°N,2.626234°E  |           | Parc Riera d'Arbúcies | Modifica les dades a Wikidata |
|        | riera de Breda   | Riells i Viabrea Breda Sant Feliu de Buixalleu | curs d'aigua | Desemboca: la Tordera                     | 41° 47′ 33″ N, 2° 30′ 29″ E / 41.792444°N,2.507938°E 41° 43′ 28″ N, 2° 34′ 37″ E / 41.724432°N,2.576904°E |           |                       | Modifica les dades a Wikidata |

## entitat singular de població
| imatge | Nom                     | Ubicat a                | instància de                                                                   | Detalls | coordenades | Protecció | Commons (més fotos) | Dades a WD                    |
| ------ | ----------------------- | ----------------------- | ------------------------------------------------------------------------------ | ------- | --- | --------- | ------------------- | ----------------------------- |
|        | Gaserans                | Sant Feliu de Buixalleu | entitat singular de població ens local històric de Catalunya                   | 492 hab | 41° 44′ 58″ N, 2° 35′ 26″ E / 41.749396°N,2.59057°E ca:S'hi pot accedir des de la ctra. d Hostalric a Sant Celoni, o des de la d'Hostalric a Arbúcies 134 msnm |           | Gaserans            | Modifica les dades a Wikidata |
|        | Grions                  | Sant Feliu de Buixalleu | entitat singular de població ens local històric de Catalunya                   | 240 hab | 41° 45′ 40″ N, 2° 36′ 33″ E / 41.761°N,2.6091°E 155 msnm |           | Grions              | Modifica les dades a Wikidata |
|        | Sant Feliu de Buixalleu | Sant Feliu de Buixalleu | entitat singular de població ens local històric de Catalunya capital municipal | 146 hab | 41° 47′ 29″ N, 2° 35′ 10″ E / 41.79126137°N,2.58617731°E 403 msnm                                                                                              |           |                     | Modifica les dades a Wikidata |

## església
| imatge | Nom                                      | Ubicat a                | instància de | Detalls                                                        | coordenades | Protecció                   | Commons (més fotos)                  | Dades a WD                    |
| ------ | ---------------------------------------- | ----------------------- | ------------ | -------------------------------------------------------------- | --- | --------------------------- | ------------------------------------ | ----------------------------- |
|        | Sant Gabriel de Grions                   | Sant Feliu de Buixalleu | església     | Estil: neoclassicisme                                          | 41° 45′ 40″ N, 2° 36′ 31″ E / 41.76103°N,2.60854°E ca:Grions, trencall a la dreta ctra. Hostalric-Arbúcies                 | bé cultural d'interès local | Sant Gabriel de Grions               | Modifica les dades a Wikidata |
|        | Sant Llorenç de Gaserans                 | Sant Feliu de Buixalleu | església     | Estil: arquitectura romànica arquitectura barroca 11st century | 41° 44′ 58″ N, 2° 35′ 26″ E / 41.749444°N,2.590556°E ca:Gaserans 137 msnm                                                  | bé cultural d'interès local | Sant Llorenç de Gaserans             | Modifica les dades a Wikidata |
|        | Sant Romà de Sant Feliu de Buixalleu     | Sant Feliu de Buixalleu | església     | Estil: arquitectura popular                                    | 41° 47′ 56″ N, 2° 35′ 58″ E / 41.79876°N,2.59948°E                                                                         | bé cultural d'interès local | Sant Romà de Sant Feliu de Buixalleu | Modifica les dades a Wikidata |
|        | Sant Segimon del Bosc                    | Sant Feliu de Buixalleu | església     | Estil: arquitectura popular                                    | 41° 48′ 43″ N, 2° 33′ 42″ E / 41.81182°N,2.56159°E ca:Trencall senyalitzat a la dreta de la carretera d'Hostalric-Arbúcies | bé cultural d'interès local | Sant Segimon del Bosc                | Modifica les dades a Wikidata |
|        | Santa Bàrbara de Sant Feliu de Buixalleu | Sant Feliu de Buixalleu | església     | Estil: arquitectura popular                                    | 41° 47′ 53″ N, 2° 34′ 43″ E / 41.79795°N,2.57866°E                                                                         | bé cultural d'interès local |                                      | Modifica les dades a Wikidata |
|        | església de Sant Feliu de Buixalleu      | Sant Feliu de Buixalleu | església     |                                                                | 41° 47′ 28″ N, 2° 35′ 11″ E / 41.79118°N,2.58632°E                                                                         | bé cultural d'interès local | Església de Sant Feliu de Buixalleu  | Modifica les dades a Wikidata |

## masia
| imatge | Nom                      | Ubicat a                | instància de     | Detalls                                                  | coordenades | Protecció                                            | Commons (més fotos)                     | Dades a WD                    |
| ------ | ------------------------ | ----------------------- | ---------------- | -------------------------------------------------------- | --- | ---------------------------------------------------- | --------------------------------------- | ----------------------------- |
|        | Baix Montseny            | Sant Feliu de Buixalleu | masia            |                                                          | 41° 44′ 34″ N, 2° 35′ 39″ E / 41.742693763744°N,2.59421770462676°E                                                           |                                                      |                                         | Modifica les dades a Wikidata |
|        | Bertran                  | Sant Feliu de Buixalleu | masia            |                                                          | 41° 47′ 55″ N, 2° 35′ 04″ E / 41.7986731422453°N,2.58437974067216°E                                                          |                                                      |                                         | Modifica les dades a Wikidata |
|        | Ca l'Agut                | Sant Feliu de Buixalleu | masia            |                                                          | 41° 48′ 18″ N, 2° 36′ 35″ E / 41.8050490268676°N,2.60976283019621°E                                                          |                                                      |                                         | Modifica les dades a Wikidata |
|        | Ca l'Aimar               | Sant Feliu de Buixalleu | masia            |                                                          | 41° 44′ 41″ N, 2° 35′ 36″ E / 41.744816487976°N,2.59338651962533°E                                                           |                                                      |                                         | Modifica les dades a Wikidata |
|        | Ca l'Alano               | Sant Feliu de Buixalleu | masia            |                                                          | 41° 45′ 14″ N, 2° 34′ 57″ E / 41.7537935483059°N,2.58251630524351°E                                                          |                                                      |                                         | Modifica les dades a Wikidata |
|        | Ca l'Albera              | Sant Feliu de Buixalleu | masia            |                                                          | 41° 47′ 33″ N, 2° 35′ 02″ E / 41.7924209752787°N,2.58401091973047°E                                                          |                                                      |                                         | Modifica les dades a Wikidata |
|        | Ca l'Albert              | Sant Feliu de Buixalleu | masia            | Estil: arquitectura popular                              | 41° 44′ 30″ N, 2° 35′ 43″ E / 41.74175°N,2.59539°E                                                                           | bé integrant del patrimoni cultural català           |                                         | Modifica les dades a Wikidata |
|        | Ca l'Alomar              | Sant Feliu de Buixalleu | masia            | Estil: arquitectura popular                              | 41° 44′ 33″ N, 2° 35′ 05″ E / 41.74261°N,2.58469°E                                                                           | bé integrant del patrimoni cultural català           |                                         | Modifica les dades a Wikidata |
|        | Ca l'Alomar Nou          | Sant Feliu de Buixalleu | masia            |                                                          | 41° 44′ 25″ N, 2° 34′ 32″ E / 41.7402396580745°N,2.57560503036653°E                                                          |                                                      |                                         | Modifica les dades a Wikidata |
|        | Ca l'Alomar Nou          | Sant Feliu de Buixalleu | masia            |                                                          | 41° 43′ 54″ N, 2° 35′ 07″ E / 41.7315475875934°N,2.58540191608403°E                                                          |                                                      |                                         | Modifica les dades a Wikidata |
|        | Ca l'Arabia              | Sant Feliu de Buixalleu | masia            |                                                          | 41° 44′ 52″ N, 2° 35′ 54″ E / 41.7478508722087°N,2.59822641267225°E                                                          |                                                      |                                         | Modifica les dades a Wikidata |
|        | Ca l'Esteve              | Sant Feliu de Buixalleu | masia            |                                                          | 41° 45′ 19″ N, 2° 35′ 00″ E / 41.7551838285785°N,2.583397419015°E                                                            |                                                      |                                         | Modifica les dades a Wikidata |
|        | Ca l'Isidret             | Sant Feliu de Buixalleu | masia            |                                                          | 41° 47′ 49″ N, 2° 35′ 19″ E / 41.7970129210877°N,2.58856713714621°E                                                          |                                                      |                                         | Modifica les dades a Wikidata |
|        | Ca l'Olius               | Sant Feliu de Buixalleu | masia            |                                                          | 41° 45′ 13″ N, 2° 35′ 11″ E / 41.7535194674895°N,2.58642730542643°E                                                          |                                                      |                                         | Modifica les dades a Wikidata |
|        | Ca l'Àvia                | Sant Feliu de Buixalleu | masia            |                                                          | 41° 44′ 01″ N, 2° 34′ 23″ E / 41.7335374676883°N,2.57291955579328°E                                                          |                                                      |                                         | Modifica les dades a Wikidata |
|        | Ca l'Úbeda               | Sant Feliu de Buixalleu | masia            |                                                          | 41° 46′ 02″ N, 2° 36′ 59″ E / 41.7671518866199°N,2.61636896786288°E                                                          |                                                      |                                         | Modifica les dades a Wikidata |
|        | Ca n'Horta               | Sant Feliu de Buixalleu | masia            | Estil: arquitectura popular                              | 41° 47′ 18″ N, 2° 33′ 33″ E / 41.7883°N,2.55923°E ca:Carretera d'Hostalric a Arbúcies, km 11,500                             | bé integrant del patrimoni cultural català           | Ca n'Horta (Sant Feliu de Buixalleu)    | Modifica les dades a Wikidata |
|        | Ca n'Ivorra              | Sant Feliu de Buixalleu | masia            |                                                          | 41° 45′ 11″ N, 2° 35′ 07″ E / 41.7530383780386°N,2.58539596051632°E                                                          |                                                      |                                         | Modifica les dades a Wikidata |
|        | Cal Bacallà              | Buixalleu               | masia            | Estil: arquitectura popular 19th century Estat: ruïnós   | |                                                      | Cal Bacallà (Sant Feliu de Buixalleu)   | Modifica les dades a Wikidata |
|        | Cal Banyut               | Sant Feliu de Buixalleu | masia            |                                                          | 41° 45′ 28″ N, 2° 34′ 57″ E / 41.7578462204515°N,2.58238177813159°E                                                          |                                                      |                                         | Modifica les dades a Wikidata |
|        | Cal Camí                 | Sant Feliu de Buixalleu | masia            |                                                          | 41° 44′ 03″ N, 2° 34′ 23″ E / 41.7341599669558°N,2.57319200173139°E                                                          |                                                      |                                         | Modifica les dades a Wikidata |
|        | Cal Coix                 | Sant Feliu de Buixalleu | masia            |                                                          | 41° 48′ 59″ N, 2° 34′ 08″ E / 41.8163057384689°N,2.56890256306124°E                                                          |                                                      |                                         | Modifica les dades a Wikidata |
|        | Cal Dimas                | Sant Feliu de Buixalleu | masia            |                                                          | 41° 45′ 20″ N, 2° 35′ 03″ E / 41.7555830912374°N,2.58421279322696°E                                                          |                                                      |                                         | Modifica les dades a Wikidata |
|        | Cal Ferrer Lluís         | Sant Feliu de Buixalleu | masia            | Estil: arquitectura popular                              | 41° 44′ 48″ N, 2° 36′ 02″ E / 41.74668°N,2.60063°E                                                                           | bé integrant del patrimoni cultural català           |                                         | Modifica les dades a Wikidata |
|        | Cal Ferrer de Dalt       | Sant Feliu de Buixalleu | masia            |                                                          | 41° 47′ 41″ N, 2° 35′ 03″ E / 41.7947368004553°N,2.58429684757402°E                                                          |                                                      |                                         | Modifica les dades a Wikidata |
|        | Cal Foguer               | Sant Feliu de Buixalleu | masia            |                                                          | 41° 47′ 38″ N, 2° 34′ 27″ E / 41.7939433835735°N,2.57423993166201°E                                                          |                                                      |                                         | Modifica les dades a Wikidata |
|        | Cal Formiguer            | Sant Feliu de Buixalleu | masia            |                                                          | 41° 45′ 29″ N, 2° 34′ 20″ E / 41.7579799102113°N,2.57220419674089°E                                                          |                                                      |                                         | Modifica les dades a Wikidata |
|        | Cal Gavatx               | Sant Feliu de Buixalleu | masia            |                                                          | 41° 45′ 01″ N, 2° 34′ 04″ E / 41.7503798455183°N,2.56788857119561°E                                                          |                                                      |                                         | Modifica les dades a Wikidata |
|        | Cal Joandó               | Sant Feliu de Buixalleu | masia            |                                                          | 41° 46′ 25″ N, 2° 36′ 40″ E / 41.7734752989227°N,2.61115748123141°E                                                          |                                                      |                                         | Modifica les dades a Wikidata |
|        | Cal Llanillí             | Sant Feliu de Buixalleu | masia            |                                                          | 41° 45′ 49″ N, 2° 34′ 13″ E / 41.7637189702742°N,2.57021717119106°E                                                          |                                                      |                                         | Modifica les dades a Wikidata |
|        | Cal Malaire              | Sant Feliu de Buixalleu | masia            |                                                          | 41° 48′ 58″ N, 2° 33′ 40″ E / 41.8162316206912°N,2.56122147246375°E                                                          |                                                      |                                         | Modifica les dades a Wikidata |
|        | Cal Manso                | Sant Feliu de Buixalleu | masia            |                                                          | 41° 44′ 46″ N, 2° 34′ 11″ E / 41.7461980895704°N,2.5696244482838°E                                                           |                                                      |                                         | Modifica les dades a Wikidata |
|        | Cal Matxo                | Sant Feliu de Buixalleu | masia            |                                                          | 41° 44′ 14″ N, 2° 35′ 38″ E / 41.7371266804999°N,2.59401224354187°E                                                          |                                                      |                                         | Modifica les dades a Wikidata |
|        | Cal Minyó                | Sant Feliu de Buixalleu | masia            |                                                          | 41° 47′ 57″ N, 2° 34′ 50″ E / 41.7991550407456°N,2.58066925801022°E                                                          |                                                      |                                         | Modifica les dades a Wikidata |
|        | Cal Notari               | Sant Feliu de Buixalleu | masia            |                                                          | 41° 45′ 59″ N, 2° 34′ 18″ E / 41.7664359866228°N,2.5717991336892°E                                                           |                                                      |                                         | Modifica les dades a Wikidata |
|        | Cal Pigot                | Sant Feliu de Buixalleu | masia            |                                                          | 41° 47′ 34″ N, 2° 34′ 28″ E / 41.7927369258734°N,2.57436827275838°E                                                          |                                                      |                                         | Modifica les dades a Wikidata |
|        | Cal Pinyoner             | Sant Feliu de Buixalleu | masia            |                                                          | 41° 44′ 05″ N, 2° 36′ 22″ E / 41.7347368897709°N,2.60611229724534°E                                                          |                                                      |                                         | Modifica les dades a Wikidata |
|        | Cal Pop                  | Sant Feliu de Buixalleu | masia            |                                                          | 41° 44′ 31″ N, 2° 35′ 43″ E / 41.7419683650859°N,2.59540084196369°E                                                          |                                                      |                                         | Modifica les dades a Wikidata |
|        | Cal Rajoler              | Sant Feliu de Buixalleu | masia            |                                                          | 41° 47′ 59″ N, 2° 33′ 58″ E / 41.7997761861433°N,2.56602818422023°E                                                          |                                                      |                                         | Modifica les dades a Wikidata |
|        | Cal Roig dels Pins Bords | Sant Feliu de Buixalleu | masia            |                                                          | 41° 45′ 28″ N, 2° 34′ 04″ E / 41.7577828905023°N,2.5676945643815°E                                                           |                                                      |                                         | Modifica les dades a Wikidata |
|        | Cal Roser                | Sant Feliu de Buixalleu | masia            |                                                          | 41° 44′ 02″ N, 2° 34′ 25″ E / 41.7337831530351°N,2.5735913113056°E                                                           |                                                      |                                         | Modifica les dades a Wikidata |
|        | Cal Sard                 | Sant Feliu de Buixalleu | masia            |                                                          | 41° 48′ 02″ N, 2° 34′ 50″ E / 41.8006225242621°N,2.5804911702552°E                                                           |                                                      |                                         | Modifica les dades a Wikidata |
|        | Cal Sec                  | Sant Feliu de Buixalleu | masia            |                                                          | 41° 44′ 40″ N, 2° 35′ 30″ E / 41.7445761685722°N,2.59165618907532°E                                                          |                                                      |                                         | Modifica les dades a Wikidata |
|        | Cal Senador              | Sant Feliu de Buixalleu | masia            |                                                          | 41° 45′ 33″ N, 2° 34′ 09″ E / 41.7592114309178°N,2.56914053942008°E                                                          |                                                      |                                         | Modifica les dades a Wikidata |
|        | Cal Teixidor             | Sant Feliu de Buixalleu | masia            |                                                          | 41° 48′ 33″ N, 2° 33′ 32″ E / 41.8091611949557°N,2.55887400659931°E                                                          |                                                      |                                         | Modifica les dades a Wikidata |
|        | Cal Teixidor Nou         | Sant Feliu de Buixalleu | masia            |                                                          | 41° 44′ 42″ N, 2° 37′ 20″ E / 41.744905681372°N,2.62215400979452°E                                                           |                                                      |                                         | Modifica les dades a Wikidata |
|        | Cal Timborra             | Sant Feliu de Buixalleu | masia            |                                                          | 41° 45′ 39″ N, 2° 33′ 58″ E / 41.7609381968832°N,2.56606139868295°E                                                          |                                                      |                                         | Modifica les dades a Wikidata |
|        | Cal Trempat              | Sant Feliu de Buixalleu | masia            |                                                          | 41° 45′ 33″ N, 2° 33′ 55″ E / 41.7590796611555°N,2.56524388967924°E                                                          |                                                      |                                         | Modifica les dades a Wikidata |
|        | Cal Trempat Xic          | Sant Feliu de Buixalleu | masia            | Estil: arquitectura popular 19th century                 | 41° 45′ 49″ N, 2° 34′ 05″ E / 41.76348°N,2.56807°E Gaserans                                                                  |                                                      | Cal Trempat Xic                         | Modifica les dades a Wikidata |
|        | Cal Vermell              | Sant Feliu de Buixalleu | masia            |                                                          | 41° 45′ 03″ N, 2° 34′ 07″ E / 41.7509231912481°N,2.5686667404112°E                                                           |                                                      |                                         | Modifica les dades a Wikidata |
|        | Cal Vidre                | Sant Feliu de Buixalleu | masia            |                                                          | 41° 44′ 22″ N, 2° 34′ 46″ E / 41.7395244733252°N,2.57951811403205°E                                                          |                                                      |                                         | Modifica les dades a Wikidata |
|        | Cal Vigatà               | Sant Feliu de Buixalleu | masia            |                                                          | 41° 44′ 58″ N, 2° 34′ 19″ E / 41.7494491232169°N,2.57190001006554°E                                                          |                                                      |                                         | Modifica les dades a Wikidata |
|        | Cal Xic                  | Sant Feliu de Buixalleu | masia            |                                                          | 41° 44′ 15″ N, 2° 34′ 31″ E / 41.7373744639443°N,2.57534731064374°E                                                          |                                                      |                                         | Modifica les dades a Wikidata |
|        | Cal Xic Pei              | Sant Feliu de Buixalleu | masia            |                                                          | 41° 48′ 25″ N, 2° 33′ 33″ E / 41.806839036647°N,2.55929924049057°E                                                           |                                                      |                                         | Modifica les dades a Wikidata |
|        | Cal Xicarró              | Sant Feliu de Buixalleu | masia            |                                                          | 41° 44′ 12″ N, 2° 34′ 22″ E / 41.7365631380281°N,2.57273115820478°E                                                          |                                                      |                                         | Modifica les dades a Wikidata |
|        | Can Badia                | Sant Feliu de Buixalleu | masia            |                                                          | 41° 48′ 42″ N, 2° 33′ 40″ E / 41.811627°N,2.561026°E                                                                         |                                                      |                                         | Modifica les dades a Wikidata |
|        | Can Baldiri              | Sant Feliu de Buixalleu | masia            |                                                          | 41° 44′ 11″ N, 2° 35′ 47″ E / 41.7363870344019°N,2.59626561156785°E                                                          |                                                      |                                         | Modifica les dades a Wikidata |
|        | Can Balet de Dalt        | Sant Feliu de Buixalleu | masia            |                                                          | 41° 45′ 06″ N, 2° 35′ 36″ E / 41.751742660175°N,2.59331875606752°E                                                           |                                                      |                                         | Modifica les dades a Wikidata |
|        | Can Barnola              | Sant Feliu de Buixalleu | masia            |                                                          | 41° 45′ 02″ N, 2° 37′ 05″ E / 41.750647388488°N,2.61798276032228°E                                                           |                                                      |                                         | Modifica les dades a Wikidata |
|        | Can Barrereta            | Sant Feliu de Buixalleu | masia            |                                                          | 41° 44′ 53″ N, 2° 37′ 36″ E / 41.7479557403666°N,2.62664638217105°E                                                          |                                                      |                                         | Modifica les dades a Wikidata |
|        | Can Bereche              | Sant Feliu de Buixalleu | masia            |                                                          | 41° 45′ 50″ N, 2° 37′ 05″ E / 41.7637797346227°N,2.61801314648682°E                                                          |                                                      |                                         | Modifica les dades a Wikidata |
|        | Can Bermúdez             | Sant Feliu de Buixalleu | masia            |                                                          | 41° 44′ 41″ N, 2° 35′ 58″ E / 41.7446394594921°N,2.59940099975539°E                                                          |                                                      |                                         | Modifica les dades a Wikidata |
|        | Can Bernat               | Sant Feliu de Buixalleu | masia            |                                                          | 41° 44′ 08″ N, 2° 35′ 48″ E / 41.7355150580319°N,2.59675207344698°E                                                          |                                                      |                                         | Modifica les dades a Wikidata |
|        | Can Biel                 | Sant Feliu de Buixalleu | masia            |                                                          | 41° 45′ 34″ N, 2° 33′ 46″ E / 41.7593851290708°N,2.56266752057433°E                                                          |                                                      |                                         | Modifica les dades a Wikidata |
|        | Can Blázquez             | Sant Feliu de Buixalleu | masia            |                                                          | 41° 45′ 53″ N, 2° 37′ 04″ E / 41.7646343438991°N,2.61769528547863°E                                                          |                                                      |                                         | Modifica les dades a Wikidata |
|        | Can Boter                | Sant Feliu de Buixalleu | masia            | Estil: arquitectura popular                              | 41° 45′ 12″ N, 2° 37′ 00″ E / 41.75341°N,2.61661°E                                                                           | bé integrant del patrimoni cultural català           |                                         | Modifica les dades a Wikidata |
|        | Can Boïls                | Sant Feliu de Buixalleu | masia            |                                                          | 41° 47′ 39″ N, 2° 35′ 03″ E / 41.7942317252611°N,2.58410753535817°E                                                          |                                                      |                                         | Modifica les dades a Wikidata |
|        | Can Bres                 | Sant Feliu de Buixalleu | masia            | Estil: arquitectura popular                              | 41° 44′ 53″ N, 2° 35′ 55″ E / 41.74817°N,2.59863°E                                                                           | bé integrant del patrimoni cultural català           |                                         | Modifica les dades a Wikidata |
|        | Can Bruguera             | Sant Feliu de Buixalleu | masia            | Estil: arquitectura popular                              | 41° 45′ 19″ N, 2° 36′ 50″ E / 41.75536°N,2.61379°E                                                                           | bé integrant del patrimoni cultural català           |                                         | Modifica les dades a Wikidata |
|        | Can Brugueró             | Sant Feliu de Buixalleu | masia            |                                                          | 41° 45′ 02″ N, 2° 34′ 09″ E / 41.7504472296917°N,2.56904278862076°E                                                          |                                                      |                                         | Modifica les dades a Wikidata |
|        | Can Bueno                | Sant Feliu de Buixalleu | masia            |                                                          | 41° 44′ 57″ N, 2° 35′ 40″ E / 41.749170701734°N,2.59446558084764°E                                                           |                                                      |                                         | Modifica les dades a Wikidata |
|        | Can Buixalleu            | Sant Feliu de Buixalleu | masia            |                                                          | 41° 47′ 17″ N, 2° 34′ 33″ E / 41.78809°N,2.57594°E                                                                           | bé integrant del patrimoni cultural català           | Can Buixalleu (Sant Feliu de Buixalleu) | Modifica les dades a Wikidata |
|        | Can Bóta                 | Sant Feliu de Buixalleu | masia            |                                                          | 41° 44′ 18″ N, 2° 35′ 38″ E / 41.7383597694492°N,2.59376396628051°E                                                          |                                                      |                                         | Modifica les dades a Wikidata |
|        | Can Cadell               | Sant Feliu de Buixalleu | masia            |                                                          | 41° 44′ 31″ N, 2° 34′ 30″ E / 41.7419397704566°N,2.57500455122808°E                                                          |                                                      |                                         | Modifica les dades a Wikidata |
|        | Can Caldes               | Sant Feliu de Buixalleu | masia            |                                                          | 41° 44′ 24″ N, 2° 34′ 15″ E / 41.7398614281177°N,2.57077313674153°E                                                          |                                                      |                                         | Modifica les dades a Wikidata |
|        | Can Campeny              | Sant Feliu de Buixalleu | masia            |                                                          | 41° 43′ 55″ N, 2° 34′ 34″ E / 41.7320358512608°N,2.57604381474688°E                                                          |                                                      |                                         | Modifica les dades a Wikidata |
|        | Can Canaleta             | Sant Feliu de Buixalleu | masia            |                                                          | 41° 45′ 18″ N, 2° 37′ 04″ E / 41.755087008382°N,2.61772789028797°E                                                           |                                                      |                                         | Modifica les dades a Wikidata |
|        | Can Candela              | Sant Feliu de Buixalleu | masia            |                                                          | 41° 48′ 55″ N, 2° 37′ 09″ E / 41.815312067146°N,2.61904353173385°E                                                           |                                                      |                                         | Modifica les dades a Wikidata |
|        | Can Cantal               | Sant Feliu de Buixalleu | masia            |                                                          | 41° 44′ 18″ N, 2° 34′ 27″ E / 41.7382620017986°N,2.57422308926861°E                                                          |                                                      |                                         | Modifica les dades a Wikidata |
|        | Can Capità               | Sant Feliu de Buixalleu | masia            | Estil: arquitectura popular                              | 41° 44′ 36″ N, 2° 36′ 05″ E / 41.74335°N,2.6013°E                                                                            | bé integrant del patrimoni cultural català           |                                         | Modifica les dades a Wikidata |
|        | Can Castelló             | Sant Feliu de Buixalleu | masia            |                                                          | 41° 45′ 28″ N, 2° 36′ 59″ E / 41.7576407043617°N,2.61643764554063°E                                                          |                                                      |                                         | Modifica les dades a Wikidata |
|        | Can Cerdanya             | Sant Feliu de Buixalleu | masia            | Estil: arquitectura popular                              | 41° 45′ 47″ N, 2° 36′ 24″ E / 41.76306°N,2.60677°E                                                                           | bé integrant del patrimoni cultural català           |                                         | Modifica les dades a Wikidata |
|        | Can Cerdanyica           | Sant Feliu de Buixalleu | masia            |                                                          | 41° 46′ 50″ N, 2° 36′ 52″ E / 41.7805930685131°N,2.61449588226326°E                                                          |                                                      |                                         | Modifica les dades a Wikidata |
|        | Can Coello               | Sant Feliu de Buixalleu | masia            |                                                          | 41° 45′ 55″ N, 2° 36′ 19″ E / 41.7652227156902°N,2.60524015042024°E                                                          |                                                      |                                         | Modifica les dades a Wikidata |
|        | Can Cordon               | Sant Feliu de Buixalleu | masia            |                                                          | 41° 45′ 16″ N, 2° 35′ 18″ E / 41.7543365184031°N,2.58821431211255°E                                                          |                                                      |                                         | Modifica les dades a Wikidata |
|        | Can Cornell              | Sant Feliu de Buixalleu | masia            |                                                          | 41° 44′ 42″ N, 2° 35′ 58″ E / 41.7451264581285°N,2.59957837480136°E                                                          |                                                      |                                         | Modifica les dades a Wikidata |
|        | Can Costa Nou            | Sant Feliu de Buixalleu | masia            |                                                          | 41° 44′ 29″ N, 2° 35′ 47″ E / 41.7414129860162°N,2.59627020923946°E                                                          |                                                      |                                         | Modifica les dades a Wikidata |
|        | Can Cotarrossa           | Sant Feliu de Buixalleu | masia            | Estil: arquitectura popular                              | 41° 45′ 53″ N, 2° 36′ 34″ E / 41.76484°N,2.60949°E                                                                           | bé integrant del patrimoni cultural català           |                                         | Modifica les dades a Wikidata |
|        | Can Crous                | Sant Feliu de Buixalleu | masia            | Estil: arquitectura popular                              | 41° 44′ 23″ N, 2° 35′ 12″ E / 41.73963°N,2.58668°E                                                                           | bé integrant del patrimoni cultural català           |                                         | Modifica les dades a Wikidata |
|        | Can Domènec              | Sant Feliu de Buixalleu | masia            | Estil: arquitectura popular                              | 41° 45′ 26″ N, 2° 36′ 31″ E / 41.75713°N,2.60869°E                                                                           | bé integrant del patrimoni cultural català           |                                         | Modifica les dades a Wikidata |
|        | Can Draper               | Sant Feliu de Buixalleu | masia            | Estil: arquitectura popular                              | 41° 45′ 07″ N, 2° 35′ 52″ E / 41.752°N,2.59781°E                                                                             | bé cultural d'interès local                          |                                         | Modifica les dades a Wikidata |
|        | Can Dueñas               | Sant Feliu de Buixalleu | masia            |                                                          | 41° 44′ 13″ N, 2° 34′ 35″ E / 41.736973416889°N,2.57650438061162°E                                                           |                                                      |                                         | Modifica les dades a Wikidata |
|        | Can Feliu                | Sant Feliu de Buixalleu | masia            |                                                          | 41° 47′ 34″ N, 2° 34′ 01″ E / 41.7927184521776°N,2.5670145788857°E                                                           |                                                      |                                         | Modifica les dades a Wikidata |
|        | Can Ferrer de la Serra   | Sant Feliu de Buixalleu | masia            |                                                          | 41° 44′ 48″ N, 2° 35′ 54″ E / 41.7465814538346°N,2.59839067931424°E                                                          |                                                      |                                         | Modifica les dades a Wikidata |
|        | Can Fontseca             | Sant Feliu de Buixalleu | masia            | Estil: arquitectura popular                              | 41° 47′ 52″ N, 2° 34′ 26″ E / 41.79775°N,2.57391°E                                                                           | bé cultural d'interès local                          |                                         | Modifica les dades a Wikidata |
|        | Can Fora Vila            | Sant Feliu de Buixalleu | masia            | Estil: arquitectura modernista                           | 41° 48′ 00″ N, 2° 35′ 29″ E / 41.80007°N,2.59145°E                                                                           | bé integrant del patrimoni cultural català           |                                         | Modifica les dades a Wikidata |
|        | Can Forest               | Sant Feliu de Buixalleu | masia            |                                                          | 41° 44′ 40″ N, 2° 35′ 55″ E / 41.7445650966839°N,2.59873999278026°E                                                          |                                                      |                                         | Modifica les dades a Wikidata |
|        | Can Forns                | Sant Feliu de Buixalleu | masia            |                                                          | 41° 44′ 55″ N, 2° 34′ 15″ E / 41.7485175633382°N,2.57087183874052°E                                                          |                                                      |                                         | Modifica les dades a Wikidata |
|        | Can Franquesa            | Sant Feliu de Buixalleu | masia            |                                                          | 41° 45′ 24″ N, 2° 35′ 03″ E / 41.7566456776143°N,2.58414579010122°E                                                          |                                                      |                                         | Modifica les dades a Wikidata |
|        | Can Garcia               | Sant Feliu de Buixalleu | masia            |                                                          | 41° 45′ 42″ N, 2° 37′ 02″ E / 41.7617777340171°N,2.61727916449068°E                                                          |                                                      |                                         | Modifica les dades a Wikidata |
|        | Can Garduix              | Sant Feliu de Buixalleu | masia            | Estil: arquitectura popular                              | 41° 46′ 16″ N, 2° 34′ 39″ E / 41.77101°N,2.5776°E                                                                            | bé cultural d'interès local                          |                                         | Modifica les dades a Wikidata |
|        | Can Garsa                | Sant Feliu de Buixalleu | masia            |                                                          | 41° 44′ 36″ N, 2° 37′ 12″ E / 41.7432864315386°N,2.62003481644893°E                                                          |                                                      |                                         | Modifica les dades a Wikidata |
|        | Can Gibernat             | Sant Feliu de Buixalleu | masia            | Estil: arquitectura popular                              | 41° 44′ 11″ N, 2° 35′ 24″ E / 41.73629°N,2.59°E                                                                              | bé integrant del patrimoni cultural català           |                                         | Modifica les dades a Wikidata |
|        | Can Giró                 | Sant Feliu de Buixalleu | masia            |                                                          | 41° 45′ 56″ N, 2° 37′ 10″ E / 41.7655408587126°N,2.61944637639591°E                                                          |                                                      |                                         | Modifica les dades a Wikidata |
|        | Can Goita                | Sant Feliu de Buixalleu | masia            |                                                          | 41° 44′ 36″ N, 2° 34′ 37″ E / 41.7433429293716°N,2.57691953549018°E                                                          |                                                      |                                         | Modifica les dades a Wikidata |
|        | Can González             | Sant Feliu de Buixalleu | masia            |                                                          | 41° 45′ 55″ N, 2° 37′ 14″ E / 41.765201981317°N,2.62047097733472°E                                                           |                                                      |                                         | Modifica les dades a Wikidata |
|        | Can Gordó                | Sant Feliu de Buixalleu | masia            |                                                          | 41° 46′ 50″ N, 2° 36′ 42″ E / 41.7805382261976°N,2.61158411951093°E                                                          |                                                      |                                         | Modifica les dades a Wikidata |
|        | Can Grapes               | Sant Feliu de Buixalleu | masia            |                                                          | 41° 45′ 22″ N, 2° 34′ 06″ E / 41.7560201365755°N,2.56839203810169°E                                                          |                                                      |                                         | Modifica les dades a Wikidata |
|        | Can Griva                | Sant Feliu de Buixalleu | masia            |                                                          | 41° 44′ 33″ N, 2° 36′ 12″ E / 41.7423830434713°N,2.6032514164993°E                                                           |                                                      |                                         | Modifica les dades a Wikidata |
|        | Can Jan                  | Sant Feliu de Buixalleu | masia            |                                                          | 41° 44′ 33″ N, 2° 35′ 56″ E / 41.7424671304093°N,2.59893344934994°E                                                          |                                                      |                                         | Modifica les dades a Wikidata |
|        | Can Jaume Sanç           | Sant Feliu de Buixalleu | masia            |                                                          | 41° 44′ 08″ N, 2° 34′ 15″ E / 41.7355023482522°N,2.5708622861935°E                                                           |                                                      |                                         | Modifica les dades a Wikidata |
|        | Can Jepic                | Sant Feliu de Buixalleu | masia            |                                                          | 41° 45′ 53″ N, 2° 37′ 10″ E / 41.7648560600524°N,2.61936620947362°E                                                          |                                                      |                                         | Modifica les dades a Wikidata |
|        | Can Joan                 | Sant Feliu de Buixalleu | masia            | Estil: arquitectura popular Estat: enderrocat o destruït | | bé integrant del patrimoni cultural català           |                                         | Modifica les dades a Wikidata |
|        | Can Lari                 | Sant Feliu de Buixalleu | masia            |                                                          | 41° 48′ 55″ N, 2° 33′ 44″ E / 41.8151638203346°N,2.56227623246602°E                                                          |                                                      |                                         | Modifica les dades a Wikidata |
|        | Can Lledó                | Sant Feliu de Buixalleu | masia            |                                                          | 41° 45′ 14″ N, 2° 35′ 14″ E / 41.7540083447977°N,2.58712181859369°E                                                          |                                                      |                                         | Modifica les dades a Wikidata |
|        | Can Lleganya             | Sant Feliu de Buixalleu | masia            |                                                          | 41° 44′ 12″ N, 2° 35′ 07″ E / 41.7366993755287°N,2.5853327086863°E                                                           |                                                      |                                         | Modifica les dades a Wikidata |
|        | Can Lleganya Nou         | Sant Feliu de Buixalleu | masia            |                                                          | 41° 44′ 11″ N, 2° 35′ 06″ E / 41.7363824860115°N,2.58487779007722°E                                                          |                                                      |                                         | Modifica les dades a Wikidata |
|        | Can Llopard              | Sant Feliu de Buixalleu | masia            |                                                          | 41° 46′ 28″ N, 2° 34′ 19″ E / 41.7744437287699°N,2.57193839268334°E                                                          |                                                      |                                         | Modifica les dades a Wikidata |
|        | Can Magí                 | Sant Feliu de Buixalleu | masia            |                                                          | 41° 49′ 45″ N, 2° 33′ 42″ E / 41.829137420398°N,2.5617363633959°E                                                            |                                                      |                                         | Modifica les dades a Wikidata |
|        | Can Maiana               | Sant Feliu de Buixalleu | masia            |                                                          | 41° 44′ 23″ N, 2° 34′ 21″ E / 41.7396700467537°N,2.57259030617155°E                                                          |                                                      |                                         | Modifica les dades a Wikidata |
|        | Can Malhivern            | Sant Feliu de Buixalleu | masia            |                                                          | 41° 48′ 50″ N, 2° 33′ 20″ E / 41.8140033677705°N,2.55561414681645°E                                                          |                                                      |                                         | Modifica les dades a Wikidata |
|        | Can Mananna              | Sant Feliu de Buixalleu | masia            |                                                          | 41° 48′ 10″ N, 2° 33′ 58″ E / 41.8027672360808°N,2.56622467873576°E                                                          |                                                      |                                         | Modifica les dades a Wikidata |
|        | Can Martí                | Sant Feliu de Buixalleu | masia            |                                                          | 41° 45′ 31″ N, 2° 33′ 51″ E / 41.7587147860588°N,2.56403138816823°E                                                          |                                                      |                                         | Modifica les dades a Wikidata |
|        | Can Marçal               | Sant Feliu de Buixalleu | masia            |                                                          | 41° 44′ 00″ N, 2° 35′ 58″ E / 41.7332003724994°N,2.59936386314835°E                                                          |                                                      |                                         | Modifica les dades a Wikidata |
|        | Can Marçà                | Sant Feliu de Buixalleu | masia            |                                                          | 41° 44′ 08″ N, 2° 34′ 20″ E / 41.7356331075777°N,2.57211202009031°E                                                          |                                                      |                                         | Modifica les dades a Wikidata |
|        | Can Mas                  | Sant Feliu de Buixalleu | masia            | Estil: arquitectura popular arquitectura gòtica          | 41° 47′ 53″ N, 2° 36′ 02″ E / 41.79798°N,2.60051°E ca:Camí cap a Sant Romà que surt de la ctra. de Sant Feliu a Sant Segimon | bé integrant del patrimoni cultural català           |                                         | Modifica les dades a Wikidata |
|        | Can Masserra             | Sant Feliu de Buixalleu | masia            |                                                          | 41° 45′ 05″ N, 2° 37′ 03″ E / 41.751276548264°N,2.61758210705589°E                                                           |                                                      |                                         | Modifica les dades a Wikidata |
|        | Can Mata-Rectors         | Sant Feliu de Buixalleu | masia            | Estil: arquitectura popular 19th century Estat: ruïnós   | 41° 45′ 44″ N, 2° 34′ 10″ E / 41.76212°N,2.56931°E Gaserans                                                                  |                                                      | Can Mata-Rectors                        | Modifica les dades a Wikidata |
|        | Can Mateu                | Sant Feliu de Buixalleu | masia            | Estil: arquitectura popular                              | 41° 44′ 23″ N, 2° 35′ 13″ E / 41.73976°N,2.58692°E                                                                           | bé integrant del patrimoni cultural català           |                                         | Modifica les dades a Wikidata |
|        | Can Mateuet Nou          | Sant Feliu de Buixalleu | masia            |                                                          | 41° 44′ 43″ N, 2° 35′ 52″ E / 41.7453178447204°N,2.59764086224918°E                                                          |                                                      |                                         | Modifica les dades a Wikidata |
|        | Can Meneses              | Sant Feliu de Buixalleu | masia            |                                                          | 41° 45′ 59″ N, 2° 37′ 02″ E / 41.766523936568°N,2.61713065019109°E                                                           |                                                      |                                         | Modifica les dades a Wikidata |
|        | Can Merla                | Sant Feliu de Buixalleu | masia            |                                                          | 41° 44′ 35″ N, 2° 35′ 38″ E / 41.743169809373°N,2.59384188740403°E                                                           |                                                      |                                         | Modifica les dades a Wikidata |
|        | Can Messeguer            | Sant Feliu de Buixalleu | masia            |                                                          | 41° 46′ 17″ N, 2° 32′ 43″ E / 41.771429546953°N,2.5452851566956°E                                                            | bé cultural d'interès local                          |                                         | Modifica les dades a Wikidata |
|        | Can Met                  | Sant Feliu de Buixalleu | masia            |                                                          | 41° 48′ 56″ N, 2° 33′ 58″ E / 41.8154936255949°N,2.5661147364866°E                                                           |                                                      |                                         | Modifica les dades a Wikidata |
|        | Can Miloca               | Sant Feliu de Buixalleu | masia            |                                                          | 41° 45′ 11″ N, 2° 34′ 19″ E / 41.7531059317702°N,2.57188774075731°E                                                          |                                                      |                                         | Modifica les dades a Wikidata |
|        | Can Miquel               | Sant Feliu de Buixalleu | masia            | Estil: arquitectura popular                              | 41° 44′ 39″ N, 2° 35′ 00″ E / 41.74406°N,2.58338°E                                                                           | bé integrant del patrimoni cultural català           |                                         | Modifica les dades a Wikidata |
|        | Can Molins               | Sant Feliu de Buixalleu | masia            |                                                          | 41° 45′ 14″ N, 2° 36′ 11″ E / 41.75383°N,2.603°E ca:Carretera de Grions a Gaserans                                           | bé cultural d'interès local                          |                                         | Modifica les dades a Wikidata |
|        | Can Moner                | Sant Feliu de Buixalleu | masia            | Estil: arquitectura popular                              | 41° 45′ 43″ N, 2° 35′ 37″ E / 41.76192°N,2.59361°E                                                                           | bé integrant del patrimoni cultural català           |                                         | Modifica les dades a Wikidata |
|        | Can Montal               | Sant Feliu de Buixalleu | masia            | Estil: arquitectura popular                              | 41° 44′ 12″ N, 2° 34′ 56″ E / 41.73655°N,2.58226°E ca:Camí que surt de la Urbanitz. Ducat del Montseny                       | bé cultural d'interès local                          |                                         | Modifica les dades a Wikidata |
|        | Can Montanyà             | Sant Feliu de Buixalleu | masia            |                                                          | 41° 44′ 10″ N, 2° 34′ 13″ E / 41.7360591092301°N,2.57041365047657°E                                                          |                                                      |                                         | Modifica les dades a Wikidata |
|        | Can Nan de les Campanes  | Sant Feliu de Buixalleu | masia            | Estil: arquitectura popular                              | 41° 44′ 56″ N, 2° 35′ 19″ E / 41.7489873688862°N,2.58850107628106°E                                                          | bé integrant del patrimoni cultural català           |                                         | Modifica les dades a Wikidata |
|        | Can Nazari               | Sant Feliu de Buixalleu | masia            |                                                          | 41° 45′ 22″ N, 2° 35′ 02″ E / 41.7559780846388°N,2.58384937861942°E                                                          |                                                      |                                         | Modifica les dades a Wikidata |
|        | Can Noalart              | Sant Feliu de Buixalleu | masia            | Estil: arquitectura popular                              | 41° 45′ 23″ N, 2° 37′ 24″ E / 41.75649°N,2.62333°E                                                                           | bé integrant del patrimoni cultural català           |                                         | Modifica les dades a Wikidata |
|        | Can Noguera              | Sant Feliu de Buixalleu | masia            |                                                          | 41° 45′ 02″ N, 2° 35′ 42″ E / 41.7506224992803°N,2.59493755720657°E                                                          |                                                      |                                         | Modifica les dades a Wikidata |
|        | Can Nolasco              | Sant Feliu de Buixalleu | masia            |                                                          | 41° 44′ 16″ N, 2° 34′ 38″ E / 41.7378860295908°N,2.57729206559426°E                                                          |                                                      |                                         | Modifica les dades a Wikidata |
|        | Can Nolasco Nou          | Sant Feliu de Buixalleu | masia            |                                                          | 41° 44′ 18″ N, 2° 34′ 39″ E / 41.7384547425316°N,2.57763707770184°E                                                          |                                                      |                                         | Modifica les dades a Wikidata |
|        | Can Pagès                | Sant Feliu de Buixalleu | masia            |                                                          | 41° 48′ 49″ N, 2° 34′ 24″ E / 41.81367°N,2.5732°E ca:Camí de Sant Feliu a Sant Segimon                                       | bé integrant del patrimoni cultural català           |                                         | Modifica les dades a Wikidata |
|        | Can Palet                | Sant Feliu de Buixalleu | masia            |                                                          | 41° 44′ 50″ N, 2° 36′ 02″ E / 41.7471200694885°N,2.60045599921837°E                                                          |                                                      |                                         | Modifica les dades a Wikidata |
|        | Can Palomer              | Sant Feliu de Buixalleu | masia            | Estil: arquitectura popular                              | 41° 45′ 31″ N, 2° 36′ 47″ E / 41.75851°N,2.61307°E                                                                           | bé integrant del patrimoni cultural català           |                                         | Modifica les dades a Wikidata |
|        | Can Panarra              | Sant Feliu de Buixalleu | masia            |                                                          | 41° 49′ 16″ N, 2° 33′ 36″ E / 41.8211892848211°N,2.55987515624307°E                                                          |                                                      |                                         | Modifica les dades a Wikidata |
|        | Can Pascol               | Sant Feliu de Buixalleu | masia            |                                                          | 41° 44′ 08″ N, 2° 36′ 22″ E / 41.7355206524451°N,2.60615560868123°E                                                          |                                                      |                                         | Modifica les dades a Wikidata |
|        | Can Patrona              | Sant Feliu de Buixalleu | masia            |                                                          | 41° 45′ 54″ N, 2° 37′ 22″ E / 41.7649481527462°N,2.62271015041599°E                                                          |                                                      |                                         | Modifica les dades a Wikidata |
|        | Can Pau Amargant         | Sant Feliu de Buixalleu | masia            |                                                          | 41° 43′ 58″ N, 2° 35′ 50″ E / 41.732895410647°N,2.59715324362763°E                                                           |                                                      |                                         | Modifica les dades a Wikidata |
|        | Can Pei                  | Sant Feliu de Buixalleu | masia            |                                                          | 41° 47′ 34″ N, 2° 33′ 51″ E / 41.7928521390952°N,2.56425749708803°E                                                          |                                                      |                                         | Modifica les dades a Wikidata |
|        | Can Pells                | Sant Feliu de Buixalleu | masia            |                                                          | 41° 44′ 55″ N, 2° 35′ 26″ E / 41.7486164291442°N,2.59056014206298°E                                                          |                                                      |                                         | Modifica les dades a Wikidata |
|        | Can Pere                 | Sant Feliu de Buixalleu | masia            |                                                          | 41° 45′ 15″ N, 2° 35′ 00″ E / 41.7541297694971°N,2.58333206418026°E                                                          |                                                      |                                         | Modifica les dades a Wikidata |
|        | Can Pere Tosell          | Sant Feliu de Buixalleu | masia            |                                                          | 41° 46′ 15″ N, 2° 34′ 55″ E / 41.7709313483631°N,2.58181565226346°E                                                          |                                                      |                                         | Modifica les dades a Wikidata |
|        | Can Perers               | Sant Feliu de Buixalleu | masia            |                                                          | 41° 44′ 07″ N, 2° 34′ 26″ E / 41.7352161321193°N,2.57382233256998°E                                                          |                                                      |                                         | Modifica les dades a Wikidata |
|        | Can Peric                | Sant Feliu de Buixalleu | masia            |                                                          | 41° 45′ 05″ N, 2° 37′ 10″ E / 41.7514991815076°N,2.61952932335709°E                                                          |                                                      |                                         | Modifica les dades a Wikidata |
|        | Can Perxistor            | Sant Feliu de Buixalleu | masia            |                                                          | 41° 43′ 52″ N, 2° 36′ 02″ E / 41.7310605055398°N,2.60045933714512°E                                                          |                                                      |                                         | Modifica les dades a Wikidata |
|        | Can Pi                   | Sant Feliu de Buixalleu | masia            |                                                          | 41° 44′ 03″ N, 2° 34′ 15″ E / 41.7342687715058°N,2.57096669578347°E                                                          |                                                      |                                         | Modifica les dades a Wikidata |
|        | Can Pinet                | Sant Feliu de Buixalleu | masia            |                                                          | 41° 44′ 10″ N, 2° 34′ 33″ E / 41.7360338226394°N,2.57572892053017°E                                                          |                                                      |                                         | Modifica les dades a Wikidata |
|        | Can Pinet Nou            | Sant Feliu de Buixalleu | masia            |                                                          | 41° 44′ 12″ N, 2° 34′ 27″ E / 41.7367038644744°N,2.57424540592626°E                                                          |                                                      |                                         | Modifica les dades a Wikidata |
|        | Can Pinto                | Sant Feliu de Buixalleu | masia            |                                                          | 41° 45′ 04″ N, 2° 37′ 12″ E / 41.7510321383927°N,2.61992900273161°E                                                          |                                                      |                                         | Modifica les dades a Wikidata |
|        | Can Pla                  | Sant Feliu de Buixalleu | masia            |                                                          | 41° 43′ 57″ N, 2° 35′ 25″ E / 41.7326275210395°N,2.59016869174116°E                                                          |                                                      |                                         | Modifica les dades a Wikidata |
|        | Can Pla d'Avall          | Sant Feliu de Buixalleu | masia            | Estil: arquitectura popular                              | 41° 44′ 57″ N, 2° 36′ 14″ E / 41.7491764504686°N,2.60385907970303°E                                                          | bé integrant del patrimoni cultural català           |                                         | Modifica les dades a Wikidata |
|        | Can Pladamunt            | Sant Feliu de Buixalleu | masia            |                                                          | 41° 44′ 56″ N, 2° 36′ 07″ E / 41.748922°N,2.601933°E                                                                         | bé cultural d'interès local                          |                                         | Modifica les dades a Wikidata |
|        | Can Pons                 | Sant Feliu de Buixalleu | masia            | Estil: arquitectura popular                              | 41° 48′ 36″ N, 2° 34′ 54″ E / 41.8100029670983°N,2.5816459069192°E                                                           | bé cultural d'interès local                          |                                         | Modifica les dades a Wikidata |
|        | Can Pons-Xic             | Sant Feliu de Buixalleu | masia            | Estil: arquitectura popular                              | 41° 48′ 18″ N, 2° 34′ 23″ E / 41.80497°N,2.57297°E                                                                           | bé integrant del patrimoni cultural català           |                                         | Modifica les dades a Wikidata |
|        | Can Portuguès            | Sant Feliu de Buixalleu | masia            |                                                          | 41° 45′ 16″ N, 2° 34′ 48″ E / 41.7545225054344°N,2.57987732491457°E                                                          |                                                      |                                         | Modifica les dades a Wikidata |
|        | Can Puig                 | Sant Feliu de Buixalleu | masia            |                                                          | 41° 48′ 48″ N, 2° 33′ 50″ E / 41.813403°N,2.563818°E 465 msnm                                                                |                                                      | Can Puig (Sant Feliu de Buixalleu)      | Modifica les dades a Wikidata |
|        | Can Puigmarí             | Sant Feliu de Buixalleu | masia            |                                                          | 41° 45′ 31″ N, 2° 36′ 47″ E / 41.758532°N,2.613034°E ca:Camí de Grions, no gaire lluny de Sant Gabriel                       | bé integrant del patrimoni cultural català           |                                         | Modifica les dades a Wikidata |
|        | Can Pujol                | Sant Feliu de Buixalleu | masia            |                                                          | 41° 45′ 24″ N, 2° 35′ 07″ E / 41.7567304784002°N,2.58517973508405°E                                                          |                                                      |                                         | Modifica les dades a Wikidata |
|        | Can Raimundo             | Sant Feliu de Buixalleu | masia            | Estil: arquitectura popular 19th century Estat: ruïnós   | 41° 44′ 41″ N, 2° 34′ 33″ E / 41.744744°N,2.575713°E 152 msnm                                                                |                                                      | Can Raimundo                            | Modifica les dades a Wikidata |
|        | Can Ramió                | Sant Feliu de Buixalleu | masia            | Estil: arquitectura popular                              | 41° 44′ 39″ N, 2° 34′ 53″ E / 41.744071073574°N,2.58144879019095°E                                                           | bé integrant del patrimoni cultural català           |                                         | Modifica les dades a Wikidata |
|        | Can Ranell               | Sant Feliu de Buixalleu | masia            |                                                          | 41° 49′ 05″ N, 2° 34′ 02″ E / 41.8181552790202°N,2.56733693891104°E                                                          |                                                      |                                         | Modifica les dades a Wikidata |
|        | Can Rata                 | Sant Feliu de Buixalleu | masia            |                                                          | 41° 43′ 53″ N, 2° 35′ 58″ E / 41.7314896542959°N,2.5995428330417°E                                                           |                                                      |                                         | Modifica les dades a Wikidata |
|        | Can Rectoria             | Sant Feliu de Buixalleu | masia            | Estil: arquitectura popular                              | 41° 44′ 49″ N, 2° 36′ 02″ E / 41.74683°N,2.60065°E                                                                           | bé integrant del patrimoni cultural català           |                                         | Modifica les dades a Wikidata |
|        | Can Reveixí              | Sant Feliu de Buixalleu | masia            |                                                          | 41° 45′ 55″ N, 2° 33′ 55″ E / 41.765204773796°N,2.5653348782018°E                                                            |                                                      |                                         | Modifica les dades a Wikidata |
|        | Can Riera                | Sant Feliu de Buixalleu | masia            |                                                          | 41° 49′ 10″ N, 2° 36′ 23″ E / 41.8194485341843°N,2.60636422341203°E                                                          |                                                      |                                         | Modifica les dades a Wikidata |
|        | Can Roc                  | Sant Feliu de Buixalleu | masia            |                                                          | 41° 47′ 54″ N, 2° 36′ 03″ E / 41.798425053748°N,2.60077543407296°E                                                           |                                                      |                                         | Modifica les dades a Wikidata |
|        | Can Roca                 | Sant Feliu de Buixalleu | masia            | Estil: arquitectura popular                              | 41° 44′ 28″ N, 2° 35′ 06″ E / 41.741066°N,2.58507°E ca:Camí que va de Ducat de Montseny a Gaserans                           | bé integrant del patrimoni cultural català           |                                         | Modifica les dades a Wikidata |
|        | Can Roquet               | Sant Feliu de Buixalleu | masia            | Estil: arquitectura popular                              | 41° 48′ 35″ N, 2° 34′ 54″ E / 41.80979°N,2.58164°E ca:Camí de Sant Feliu a Sant Segimon                                      | bé integrant del patrimoni cultural català           |                                         | Modifica les dades a Wikidata |
|        | Can Rossell              | Sant Feliu de Buixalleu | masia            |                                                          | 41° 44′ 42″ N, 2° 35′ 51″ E / 41.7450561407239°N,2.59749817452504°E                                                          |                                                      |                                         | Modifica les dades a Wikidata |
|        | Can Rosés                | Sant Feliu de Buixalleu | masia            |                                                          | 41° 48′ 36″ N, 2° 36′ 20″ E / 41.8099973188235°N,2.60550712961864°E                                                          |                                                      |                                         | Modifica les dades a Wikidata |
|        | Can Rumbo                | Sant Feliu de Buixalleu | masia            | Estil: arquitectura popular                              | 41° 44′ 35″ N, 2° 36′ 06″ E / 41.74306°N,2.60162°E                                                                           | bé integrant del patrimoni cultural català           |                                         | Modifica les dades a Wikidata |
|        | Can Salamó               | Sant Feliu de Buixalleu | masia            |                                                          | 41° 43′ 57″ N, 2° 35′ 53″ E / 41.7326196082251°N,2.59812895012256°E                                                          |                                                      |                                         | Modifica les dades a Wikidata |
|        | Can Sant Jaume           | Sant Feliu de Buixalleu | masia            |                                                          | 41° 43′ 40″ N, 2° 34′ 18″ E / 41.72771°N,2.57179°E                                                                           | bé integrant del patrimoni cultural català           |                                         | Modifica les dades a Wikidata |
|        | Can Sanç                 | Sant Feliu de Buixalleu | masia            |                                                          | 41° 44′ 56″ N, 2° 34′ 13″ E / 41.7489114804841°N,2.57023175686369°E                                                          |                                                      |                                         | Modifica les dades a Wikidata |
|        | Can Sau                  | Sant Feliu de Buixalleu | masia            |                                                          | 41° 45′ 07″ N, 2° 37′ 05″ E / 41.7520613452842°N,2.61793829244114°E                                                          |                                                      |                                         | Modifica les dades a Wikidata |
|        | Can Saurí                | Sant Feliu de Buixalleu | masia            |                                                          | 41° 45′ 14″ N, 2° 37′ 01″ E / 41.7539043864945°N,2.61691697228797°E                                                          |                                                      |                                         | Modifica les dades a Wikidata |
|        | Can Serrat               | Sant Feliu de Buixalleu | masia            |                                                          | 41° 46′ 29″ N, 2° 33′ 37″ E / 41.7745978919797°N,2.56029008548072°E                                                          |                                                      |                                         | Modifica les dades a Wikidata |
|        | Can Sitjar               | Sant Feliu de Buixalleu | masia            |                                                          | 41° 46′ 15″ N, 2° 36′ 20″ E / 41.770751219118°N,2.6054473649226°E                                                            |                                                      |                                         | Modifica les dades a Wikidata |
|        | Can Solà                 | Sant Feliu de Buixalleu | masia            |                                                          | 41° 45′ 09″ N, 2° 34′ 12″ E / 41.7524500751587°N,2.56991947730146°E                                                          |                                                      |                                         | Modifica les dades a Wikidata |
|        | Can Sotracs              | Sant Feliu de Buixalleu | masia            |                                                          | 41° 45′ 11″ N, 2° 34′ 56″ E / 41.7530085124009°N,2.58212445880725°E                                                          |                                                      |                                         | Modifica les dades a Wikidata |
|        | Can Sánchez              | Sant Feliu de Buixalleu | masia            |                                                          | 41° 45′ 59″ N, 2° 37′ 07″ E / 41.7662768265384°N,2.61866002718237°E                                                          |                                                      |                                         | Modifica les dades a Wikidata |
|        | Can Toia Nou             | Sant Feliu de Buixalleu | masia            |                                                          | 41° 44′ 04″ N, 2° 36′ 18″ E / 41.7344985829326°N,2.60491126963585°E                                                          |                                                      |                                         | Modifica les dades a Wikidata |
|        | Can Toni                 | Sant Feliu de Buixalleu | masia            |                                                          | 41° 45′ 31″ N, 2° 34′ 13″ E / 41.7584955270183°N,2.57038434678659°E                                                          |                                                      |                                         | Modifica les dades a Wikidata |
|        | Can Torrent              | Sant Feliu de Buixalleu | masia            |                                                          | 41° 49′ 06″ N, 2° 37′ 14″ E / 41.8184517182536°N,2.6206263154905°E                                                           |                                                      |                                         | Modifica les dades a Wikidata |
|        | Can Torres               | Sant Feliu de Buixalleu | masia            |                                                          | 41° 46′ 34″ N, 2° 34′ 53″ E / 41.776070081576°N,2.5813498052332°E                                                            |                                                      |                                         | Modifica les dades a Wikidata |
|        | Can Troncal              | Sant Feliu de Buixalleu | masia            |                                                          | 41° 45′ 19″ N, 2° 35′ 18″ E / 41.7552823207751°N,2.58823232403781°E                                                          |                                                      |                                         | Modifica les dades a Wikidata |
|        | Can Tusell               | Sant Feliu de Buixalleu | masia            | Estat: enderrocat o destruït                             | 41° 45′ 14″ N, 2° 35′ 27″ E / 41.753795°N,2.590702°E                                                                         | bé cultural d'interès local                          |                                         | Modifica les dades a Wikidata |
|        | Can Vendrell             | Sant Feliu de Buixalleu | masia            |                                                          | 41° 45′ 46″ N, 2° 35′ 42″ E / 41.7629083174674°N,2.59500465889883°E                                                          |                                                      |                                         | Modifica les dades a Wikidata |
|        | Can Vernedes             | Sant Feliu de Buixalleu | masia            |                                                          | 41° 48′ 11″ N, 2° 34′ 54″ E / 41.8031484497917°N,2.58158215902789°E                                                          |                                                      |                                         | Modifica les dades a Wikidata |
|        | Can Vilella              | Sant Feliu de Buixalleu | masia            |                                                          | 41° 49′ 16″ N, 2° 33′ 40″ E / 41.8211939839941°N,2.56110330961248°E                                                          |                                                      |                                         | Modifica les dades a Wikidata |
|        | Can Vinyoles             | Sant Feliu de Buixalleu | masia            | Estil: arquitectura popular                              | 41° 44′ 11″ N, 2° 36′ 15″ E / 41.73647°N,2.60429°E                                                                           | bé integrant del patrimoni cultural català           |                                         | Modifica les dades a Wikidata |
|        | Can Vinyó                | Sant Feliu de Buixalleu | masia            |                                                          | 41° 45′ 23″ N, 2° 34′ 43″ E / 41.756427588533°N,2.57867403735729°E                                                           |                                                      |                                         | Modifica les dades a Wikidata |
|        | Can Xacó                 | Sant Feliu de Buixalleu | masia            | Estil: arquitectura popular                              | 41° 47′ 51″ N, 2° 33′ 53″ E / 41.79757°N,2.56484°E                                                                           | bé integrant del patrimoni cultural català           |                                         | Modifica les dades a Wikidata |
|        | Can Xemení               | Sant Feliu de Buixalleu | masia            |                                                          | 41° 44′ 08″ N, 2° 34′ 22″ E / 41.7356448882152°N,2.57285749462422°E                                                          |                                                      |                                         | Modifica les dades a Wikidata |
|        | Cap-del-camp             | Sant Feliu de Buixalleu | masia            |                                                          | 41° 47′ 42″ N, 2° 34′ 49″ E / 41.7949292948229°N,2.58026350310352°E                                                          |                                                      |                                         | Modifica les dades a Wikidata |
|        | Casa Nova d'en Caselles  | Sant Feliu de Buixalleu | masia            |                                                          | 41° 45′ 10″ N, 2° 37′ 11″ E / 41.7526977706624°N,2.61972672534738°E                                                          |                                                      |                                         | Modifica les dades a Wikidata |
|        | Casa Nova d'en Domenèc   | Sant Feliu de Buixalleu | masia            |                                                          | 41° 44′ 58″ N, 2° 36′ 46″ E / 41.749549294669°N,2.61282941053107°E                                                           |                                                      |                                         | Modifica les dades a Wikidata |
|        | Casa Nova d'en Joandó    | Sant Feliu de Buixalleu | masia            |                                                          | 41° 44′ 52″ N, 2° 37′ 26″ E / 41.7476495312581°N,2.62389390622132°E                                                          |                                                      |                                         | Modifica les dades a Wikidata |
|        | Casa Nova d'en Llença    | Sant Feliu de Buixalleu | masia            |                                                          | 41° 44′ 29″ N, 2° 36′ 10″ E / 41.7413362118465°N,2.6026685809315°E                                                           |                                                      |                                         | Modifica les dades a Wikidata |
|        | Casa Nova d'en Mas       | Sant Feliu de Buixalleu | masia            |                                                          | 41° 47′ 02″ N, 2° 36′ 21″ E / 41.7839146112371°N,2.60593180007474°E                                                          |                                                      |                                         | Modifica les dades a Wikidata |
|        | Casa Nova d'en Raminyó   | Sant Feliu de Buixalleu | masia            |                                                          | 41° 44′ 40″ N, 2° 34′ 34″ E / 41.7444752187489°N,2.57621455415165°E                                                          |                                                      |                                         | Modifica les dades a Wikidata |
|        | Casa Nova de Grions      | Sant Feliu de Buixalleu | masia            |                                                          | 41° 45′ 15″ N, 2° 36′ 57″ E / 41.7542161325612°N,2.6158686375748°E                                                           |                                                      |                                         | Modifica les dades a Wikidata |
|        | Casa Nova de Mas Riera   | Sant Feliu de Buixalleu | masia            |                                                          | 41° 44′ 56″ N, 2° 37′ 20″ E / 41.7487607798949°N,2.62217951517136°E                                                          |                                                      |                                         | Modifica les dades a Wikidata |
|        | Casa Nova del Bosc       | Sant Feliu de Buixalleu | masia            |                                                          | 41° 46′ 19″ N, 2° 32′ 31″ E / 41.771986781082°N,2.54207970284072°E                                                           |                                                      |                                         | Modifica les dades a Wikidata |
|        | Casa Nova del Pellisser  | Sant Feliu de Buixalleu | masia            |                                                          | 41° 44′ 05″ N, 2° 34′ 22″ E / 41.7347622185166°N,2.57286334287151°E                                                          |                                                      |                                         | Modifica les dades a Wikidata |
|        | Caseta d'en Buixalleu    | Sant Feliu de Buixalleu | masia            |                                                          | 41° 46′ 21″ N, 2° 34′ 48″ E / 41.7725009966265°N,2.58001270003367°E                                                          |                                                      |                                         | Modifica les dades a Wikidata |
|        | Casilla de la Serreria   | Sant Feliu de Buixalleu | masia            |                                                          | 41° 44′ 11″ N, 2° 36′ 22″ E / 41.7363222638845°N,2.6061507113583°E                                                           |                                                      |                                         | Modifica les dades a Wikidata |
|        | Folgueroles              | Sant Feliu de Buixalleu | masia            |                                                          | 41° 47′ 27″ N, 2° 33′ 25″ E / 41.7907701530348°N,2.55683375763987°E                                                          |                                                      |                                         | Modifica les dades a Wikidata |
|        | Foravila Nou             | Sant Feliu de Buixalleu | masia            |                                                          | 41° 48′ 01″ N, 2° 35′ 27″ E / 41.8001556107506°N,2.59088223268049°E                                                          |                                                      |                                         | Modifica les dades a Wikidata |
|        | Forest Hill              | Sant Feliu de Buixalleu | masia            |                                                          | 41° 45′ 28″ N, 2° 36′ 28″ E / 41.7577731777375°N,2.60765555470197°E                                                          |                                                      |                                         | Modifica les dades a Wikidata |
|        | Grisons                  | Sant Feliu de Buixalleu | masia            |                                                          | 41° 45′ 46″ N, 2° 37′ 05″ E / 41.7627619217371°N,2.61800715306035°E                                                          |                                                      |                                         | Modifica les dades a Wikidata |
|        | Mas Assumpció            | Sant Feliu de Buixalleu | masia            |                                                          | 41° 44′ 17″ N, 2° 34′ 25″ E / 41.7379710181591°N,2.5734794316165°E                                                           |                                                      |                                         | Modifica les dades a Wikidata |
|        | Mas Catalpa              | Sant Feliu de Buixalleu | masia            |                                                          | 41° 44′ 16″ N, 2° 34′ 16″ E / 41.7378184501035°N,2.57120763116587°E                                                          |                                                      |                                         | Modifica les dades a Wikidata |
|        | Mas Duran                | Sant Feliu de Buixalleu | masia            |                                                          | 41° 45′ 27″ N, 2° 37′ 37″ E / 41.7574500314451°N,2.62691614620895°E                                                          |                                                      |                                         | Modifica les dades a Wikidata |
|        | Mas Gelat                | Sant Feliu de Buixalleu | masia            |                                                          | 41° 46′ 11″ N, 2° 34′ 05″ E / 41.76971641125°N,2.5681567002016°E                                                             |                                                      |                                         | Modifica les dades a Wikidata |
|        | Mas Pila                 | Sant Feliu de Buixalleu | masia            |                                                          | 41° 44′ 50″ N, 2° 37′ 30″ E / 41.7473559995322°N,2.62502617979732°E                                                          |                                                      |                                         | Modifica les dades a Wikidata |
|        | Mas Pilar                | Sant Feliu de Buixalleu | masia            |                                                          | 41° 45′ 51″ N, 2° 37′ 04″ E / 41.7641393680602°N,2.61781852747835°E                                                          |                                                      |                                         | Modifica les dades a Wikidata |
|        | Mas Puig                 | Sant Feliu de Buixalleu | masia            |                                                          | 41° 45′ 11″ N, 2° 37′ 26″ E / 41.7531074164698°N,2.62377784836497°E                                                          |                                                      |                                         | Modifica les dades a Wikidata |
|        | Mas Riera                | Sant Feliu de Buixalleu | masia            |                                                          | 41° 45′ 01″ N, 2° 37′ 20″ E / 41.750255919606°N,2.62217074824744°E                                                           |                                                      |                                         | Modifica les dades a Wikidata |
|        | Mas Sabadell             | Sant Feliu de Buixalleu | masia            |                                                          | 41° 44′ 50″ N, 2° 37′ 17″ E / 41.7473171474555°N,2.6214182367029°E                                                           |                                                      |                                         | Modifica les dades a Wikidata |
|        | Mas Solà                 | Sant Feliu de Buixalleu | masia            |                                                          | 41° 47′ 30″ N, 2° 37′ 00″ E / 41.791544022742°N,2.61672905412421°E                                                           |                                                      |                                         | Modifica les dades a Wikidata |
|        | Mas de l'Alba            | Sant Feliu de Buixalleu | masia            |                                                          | 41° 44′ 21″ N, 2° 34′ 19″ E / 41.7391545091197°N,2.57201649105286°E                                                          |                                                      |                                         | Modifica les dades a Wikidata |
|        | Masia de Matabous        | Sant Feliu de Buixalleu | masia            |                                                          | 41° 48′ 57″ N, 2° 36′ 34″ E / 41.8157664536757°N,2.60951717746724°E                                                          |                                                      |                                         | Modifica les dades a Wikidata |
|        | Mata Vella de Baix       | Sant Feliu de Buixalleu | masia            |                                                          | 41° 49′ 25″ N, 2° 33′ 38″ E / 41.8235604394286°N,2.56048507496587°E                                                          |                                                      |                                         | Modifica les dades a Wikidata |
|        | Mata Vella de Dalt       | Sant Feliu de Buixalleu | masia            |                                                          | 41° 49′ 41″ N, 2° 33′ 42″ E / 41.8280778913944°N,2.56179087521897°E                                                          |                                                      |                                         | Modifica les dades a Wikidata |
|        | Messeguer                | Sant Feliu de Buixalleu | masia            |                                                          | 41° 49′ 19″ N, 2° 34′ 52″ E / 41.822004028509°N,2.5810507276696°E                                                            |                                                      |                                         | Modifica les dades a Wikidata |
|        | Mollet                   | Sant Feliu de Buixalleu | masia            |                                                          | 41° 48′ 24″ N, 2° 36′ 00″ E / 41.8066277407727°N,2.60001425357459°E                                                          |                                                      |                                         | Modifica les dades a Wikidata |
|        | Montgròs                 | Sant Feliu de Buixalleu | masia            |                                                          | 41° 48′ 46″ N, 2° 36′ 21″ E / 41.8127365695581°N,2.60583946643576°E                                                          |                                                      |                                         | Modifica les dades a Wikidata |
|        | Nuestro Asram            | Sant Feliu de Buixalleu | masia            |                                                          | 41° 45′ 17″ N, 2° 35′ 05″ E / 41.7546211455194°N,2.58471217372862°E                                                          |                                                      |                                         | Modifica les dades a Wikidata |
|        | Rient                    | Sant Feliu de Buixalleu | masia            |                                                          | 41° 48′ 03″ N, 2° 33′ 57″ E / 41.800793627525°N,2.56593705890002°E                                                           |                                                      |                                         | Modifica les dades a Wikidata |
|        | Serra Coloma             | Sant Feliu de Buixalleu | masia            |                                                          | 41° 45′ 17″ N, 2° 37′ 51″ E / 41.754625690135°N,2.63090193927885°E                                                           |                                                      |                                         | Modifica les dades a Wikidata |
|        | Solaire                  | Sant Feliu de Buixalleu | masia            |                                                          | 41° 44′ 53″ N, 2° 37′ 31″ E / 41.7480594379357°N,2.62529871596518°E                                                          |                                                      |                                         | Modifica les dades a Wikidata |
|        | Talavera                 | Sant Feliu de Buixalleu | masia            |                                                          | 41° 46′ 34″ N, 2° 32′ 25″ E / 41.7761051869665°N,2.54037787784161°E                                                          |                                                      |                                         | Modifica les dades a Wikidata |
|        | Torre de Mas Xirau       | Sant Feliu de Buixalleu | masia            |                                                          | 41° 45′ 05″ N, 2° 37′ 37″ E / 41.7514066607207°N,2.62702330993395°E                                                          |                                                      |                                         | Modifica les dades a Wikidata |
|        | Vil·la Cristina          | Sant Feliu de Buixalleu | masia            |                                                          | 41° 45′ 04″ N, 2° 37′ 28″ E / 41.7512092503581°N,2.6244865536577°E                                                           |                                                      |                                         | Modifica les dades a Wikidata |
|        | Vil·la Duran             | Sant Feliu de Buixalleu | masia            |                                                          | 41° 45′ 30″ N, 2° 37′ 36″ E / 41.7583317265693°N,2.62661030743073°E                                                          |                                                      |                                         | Modifica les dades a Wikidata |
|        | Vil·la Eugènia           | Sant Feliu de Buixalleu | masia            |                                                          | 41° 45′ 52″ N, 2° 37′ 03″ E / 41.7643181034504°N,2.61739640265815°E                                                          |                                                      |                                         | Modifica les dades a Wikidata |
|        | Vil·la Messeguer         | Sant Feliu de Buixalleu | masia            |                                                          | 41° 45′ 10″ N, 2° 37′ 10″ E / 41.7527237557962°N,2.61941383775515°E                                                          |                                                      |                                         | Modifica les dades a Wikidata |
|        | Vil·la Pla               | Sant Feliu de Buixalleu | masia            |                                                          | 41° 44′ 52″ N, 2° 37′ 28″ E / 41.7478676236871°N,2.62448197264536°E                                                          |                                                      |                                         | Modifica les dades a Wikidata |
|        | Vil·la Teresa            | Sant Feliu de Buixalleu | masia            |                                                          | 41° 45′ 50″ N, 2° 37′ 10″ E / 41.7638204329182°N,2.61942045153547°E                                                          |                                                      |                                         | Modifica les dades a Wikidata |
|        | Vil·la del Carme         | Sant Feliu de Buixalleu | masia            |                                                          | 41° 45′ 56″ N, 2° 37′ 09″ E / 41.7655939430339°N,2.61915732727582°E                                                          |                                                      |                                         | Modifica les dades a Wikidata |
|        | ca l'Iglésies            | Sant Feliu de Buixalleu | masia            | Estil: arquitectura popular 17th century                 | 41° 47′ 29″ N, 2° 35′ 12″ E / 41.79132°N,2.58674°E ca:Pl. de Catalunya, al costat de l'església 398 msnm                     | bé integrant del patrimoni cultural català           | Ca l'Iglésies                           | Modifica les dades a Wikidata |
|        | can Vilar                | Sant Feliu de Buixalleu | masia            | Estil: arquitectura popular 16th century                 | 41° 47′ 12″ N, 2° 33′ 42″ E / 41.78654°N,2.56173°E ca:Carretera GIV-5522, km 0,1 182 msnm                                    | bé cultural d'interès local                          | Can Vilar (Sant Feliu de Buixalleu)     | Modifica les dades a Wikidata |
|        | el Bac                   | Sant Feliu de Buixalleu | masia            |                                                          | 41° 48′ 06″ N, 2° 35′ 12″ E / 41.8016541830353°N,2.58680406575492°E                                                          |                                                      |                                         | Modifica les dades a Wikidata |
|        | el Ressic                | Sant Feliu de Buixalleu | masia            |                                                          | 41° 49′ 02″ N, 2° 33′ 28″ E / 41.8172455029759°N,2.55785530959744°E                                                          |                                                      |                                         | Modifica les dades a Wikidata |
|        | el Turó d'en Blanc       | Sant Feliu de Buixalleu | masia            |                                                          | 41° 45′ 15″ N, 2° 34′ 00″ E / 41.7543023712144°N,2.56668346730853°E                                                          |                                                      |                                         | Modifica les dades a Wikidata |
|        | els Ametllers            | Sant Feliu de Buixalleu | masia            |                                                          | 41° 44′ 18″ N, 2° 35′ 44″ E / 41.7381952561149°N,2.59564098474338°E                                                          |                                                      |                                         | Modifica les dades a Wikidata |
|        | els Arenys               | Sant Feliu de Buixalleu | masia            |                                                          | 41° 44′ 32″ N, 2° 36′ 32″ E / 41.7422405021282°N,2.60896477711788°E                                                          |                                                      |                                         | Modifica les dades a Wikidata |
|        | els Hostalets            | Sant Feliu de Buixalleu | masia            |                                                          | 41° 46′ 44″ N, 2° 33′ 20″ E / 41.7788764277531°N,2.55566420968902°E                                                          |                                                      |                                         | Modifica les dades a Wikidata |
|        | els Miratges             | Sant Feliu de Buixalleu | masia            |                                                          | 41° 45′ 26″ N, 2° 36′ 55″ E / 41.7572138842207°N,2.61539365725218°E                                                          |                                                      |                                         | Modifica les dades a Wikidata |
|        | la Conca                 | Sant Feliu de Buixalleu | masia            |                                                          | 41° 48′ 22″ N, 2° 37′ 11″ E / 41.8061992538599°N,2.61971147133248°E                                                          |                                                      |                                         | Modifica les dades a Wikidata |
|        | la Ferreria              | Sant Feliu de Buixalleu | masia            |                                                          | 41° 48′ 15″ N, 2° 34′ 17″ E / 41.8042367468822°N,2.57139104718096°E                                                          |                                                      |                                         | Modifica les dades a Wikidata |
|        | la Ginesta               | Sant Feliu de Buixalleu | masia            |                                                          | 41° 45′ 26″ N, 2° 37′ 06″ E / 41.7572511314911°N,2.61846085133439°E                                                          |                                                      |                                         | Modifica les dades a Wikidata |
|        | la Mena                  | Sant Feliu de Buixalleu | masia            |                                                          | 41° 46′ 22″ N, 2° 33′ 53″ E / 41.7728043023188°N,2.56470604015361°E                                                          |                                                      |                                         | Modifica les dades a Wikidata |
|        | la Mola Grossa           | Sant Feliu de Buixalleu | masia            |                                                          | 41° 49′ 24″ N, 2° 34′ 32″ E / 41.8233923218811°N,2.57565844921963°E                                                          |                                                      |                                         | Modifica les dades a Wikidata |
|        | la Mola Xica             | Sant Feliu de Buixalleu | masia            |                                                          | 41° 49′ 32″ N, 2° 34′ 32″ E / 41.8255540180068°N,2.57566825906602°E                                                          |                                                      |                                         | Modifica les dades a Wikidata |
|        | la Rectoria Vella        | Sant Feliu de Buixalleu | masia            |                                                          | 41° 45′ 04″ N, 2° 35′ 38″ E / 41.7512038245514°N,2.59376719132364°E                                                          |                                                      |                                         | Modifica les dades a Wikidata |
|        | la Sala                  | Sant Feliu de Buixalleu | masia            |                                                          | 41° 44′ 37″ N, 2° 35′ 38″ E / 41.7437192694117°N,2.59385045124784°E                                                          |                                                      |                                         | Modifica les dades a Wikidata |
|        | la Torre de Grions       | Sant Feliu de Buixalleu | masia casa forta | Estil: arquitectura popular                              | 41° 45′ 40″ N, 2° 36′ 35″ E / 41.760996°N,2.609749°E 159 msnm                                                                | bé d'interès cultural bé cultural d'interès nacional | Torre de Grions                         | Modifica les dades a Wikidata |
|        | la Tria                  | Sant Feliu de Buixalleu | masia            |                                                          | 41° 49′ 15″ N, 2° 36′ 42″ E / 41.8207004090191°N,2.61163049297665°E                                                          |                                                      |                                         | Modifica les dades a Wikidata |
|        | les Alzines              | Sant Feliu de Buixalleu | masia            |                                                          | 41° 45′ 11″ N, 2° 34′ 06″ E / 41.7530750039978°N,2.5684358252063°E                                                           |                                                      |                                         | Modifica les dades a Wikidata |
|        | les Brugueres            | Sant Feliu de Buixalleu | masia            |                                                          | 41° 44′ 00″ N, 2° 34′ 28″ E / 41.7332193769428°N,2.57458105657862°E                                                          |                                                      |                                         | Modifica les dades a Wikidata |
|        | les Cues                 | Sant Feliu de Buixalleu | masia            |                                                          | 41° 49′ 58″ N, 2° 34′ 04″ E / 41.832765709505°N,2.56766007224844°E                                                           |                                                      |                                         | Modifica les dades a Wikidata |

## molí d'aigua
| imatge | Nom             | Ubicat a                | instància de | Detalls                     | coordenades | Protecció                                  | Commons (més fotos) | Dades a WD                    |
| ------ | --------------- | ----------------------- | ------------ | --------------------------- | --- | ------------------------------------------ | ------------------- | ----------------------------- |
|        | Molí d'en Ponç  | Sant Feliu de Buixalleu | molí d'aigua |                             | 41° 48′ 44″ N, 2° 35′ 33″ E / 41.8121226847719°N,2.59252771728731°E                                            |                                            |                     | Modifica les dades a Wikidata |
|        | Molí de Baix    | Sant Feliu de Buixalleu | molí d'aigua | Estil: arquitectura popular | 41° 44′ 21″ N, 2° 36′ 23″ E / 41.73912°N,2.60649°E                                                             | bé integrant del patrimoni cultural català |                     | Modifica les dades a Wikidata |
|        | Molí de Dalt    | Sant Feliu de Buixalleu | molí d'aigua | Estil: arquitectura popular | 41° 45′ 22″ N, 2° 36′ 13″ E / 41.75599°N,2.60364°E ca:Trencall a l'esquerra de la ctra. d'Hostalric a Arbúcies | bé integrant del patrimoni cultural català |                     | Modifica les dades a Wikidata |
|        | Molí de n'Horta | Sant Feliu de Buixalleu | molí d'aigua | Estil: arquitectura popular | 41° 47′ 09″ N, 2° 33′ 29″ E / 41.7859°N,2.55792°E                                                              | bé integrant del patrimoni cultural català |                     | Modifica les dades a Wikidata |

## muntanya
| imatge | Nom               | Ubicat a                         | instància de      | Detalls | coordenades                                                            | Protecció                                  | Commons (més fotos) | Dades a WD                    |
| ------ | ----------------- | -------------------------------- | ----------------- | ------- | ---------------------------------------------------------------------- | ------------------------------------------ | ------------------- | ----------------------------- |
|        | Montgròs          | Sant Feliu de Buixalleu          | muntanya          |         | 41° 49′ 04″ N, 2° 36′ 07″ E / 41.8179°N,2.602°E 591.7 msnm             |                                            |                     | Modifica les dades a Wikidata |
|        | Montgròs Xic      | Sant Feliu de Buixalleu          | muntanya          |         | 41° 48′ 30″ N, 2° 36′ 36″ E / 41.8082°N,2.61006°E 350.9 msnm           |                                            |                     | Modifica les dades a Wikidata |
|        | Pi-de-la-creu     | Sant Feliu de Buixalleu          | muntanya          |         | 41° 47′ 24″ N, 2° 36′ 28″ E / 41.7899°N,2.60776°E 321.5 msnm           |                                            |                     | Modifica les dades a Wikidata |
|        | Puig d'Ull        | Sant Feliu de Buixalleu          | muntanya          |         | 41° 48′ 24″ N, 2° 34′ 03″ E / 41.80668611°N,2.56737778°E 613.7 msnm    |                                            |                     | Modifica les dades a Wikidata |
|        | Turó de Buixalleu | Sant Feliu de Buixalleu          | muntanya jaciment |         | 41° 47′ 09″ N, 2° 34′ 36″ E / 41.78573722°N,2.57672222°E 433.1 msnm    | bé integrant del patrimoni cultural català |                     | Modifica les dades a Wikidata |
|        | Turó de Montsoriu | Sant Feliu de Buixalleu Arbúcies | muntanya          |         | 41° 46′ 58″ N, 2° 32′ 26″ E / 41.7827714155°N,2.54064315408°E 633 msnm |                                            | Turó de Montsoriu   | Modifica les dades a Wikidata |

## nucli de població
| imatge | Nom                    | Ubicat a                         | instància de                                                              | Detalls | coordenades                                                                  | Protecció | Commons (més fotos) | Dades a WD                    |
| ------ | ---------------------- | -------------------------------- | ------------------------------------------------------------------------- | ------- | ---------------------------------------------------------------------------- | --------- | ------------------- | ----------------------------- |
|        | Buixalleu              | Sant Feliu de Buixalleu          | nucli de població nucli d'entitat singular de població                    | 25 hab  | 41° 47′ 26″ N, 2° 34′ 05″ E / 41.790431753869°N,2.5680176914602°E 378 msnm   |           |                     | Modifica les dades a Wikidata |
|        | Can Cadell             | Sant Feliu de Buixalleu Gaserans | nucli de població nucli d'entitat singular de població                    | 69 hab  | 41° 44′ 35″ N, 2° 34′ 30″ E / 41.742917°N,2.574956°E 135 msnm                |           |                     | Modifica les dades a Wikidata |
|        | Can Llopard            | Sant Feliu de Buixalleu          | nucli de població                                                         |         | 41° 46′ 40″ N, 2° 33′ 39″ E / 41.77779505609°N,2.5608828275593°E             |           |                     | Modifica les dades a Wikidata |
|        | Can Noguera            | Sant Feliu de Buixalleu Gaserans | nucli de població nucli d'entitat singular de població                    | 40 hab  | 41° 45′ 05″ N, 2° 35′ 38″ E / 41.751308°N,2.593878°E 154 msnm                |           |                     | Modifica les dades a Wikidata |
|        | Carrer Montseny        | Sant Feliu de Buixalleu Grions   | nucli de població nucli d'entitat singular de població                    | 44 hab  | 41° 44′ 37″ N, 2° 37′ 13″ E / 41.7437285634476°N,2.62027274102042°E 595 msnm |           |                     | Modifica les dades a Wikidata |
|        | Ducat del Montseny     | Sant Feliu de Buixalleu Gaserans | nucli de població nucli d'entitat singular de població                    | 112 hab | 41° 43′ 55″ N, 2° 34′ 50″ E / 41.731932733623°N,2.5804341048637°E 102 msnm   |           |                     | Modifica les dades a Wikidata |
|        | Rio Park               | Sant Feliu de Buixalleu          | nucli de població nucli d'entitat singular de població                    | 31 hab  | 41° 46′ 44″ N, 2° 34′ 09″ E / 41.7789814845246°N,2.56905636374106°E 140 msnm |           |                     | Modifica les dades a Wikidata |
|        | Urb. Sector Industrial | Sant Feliu de Buixalleu Gaserans | nucli de població nucli d'entitat singular de població polígon industrial | 0 hab   | 41° 43′ 46″ N, 2° 36′ 51″ E / 41.729348693587°N,2.6141174432452°E 70 msnm    |           |                     | Modifica les dades a Wikidata |
|        | el Clos                | Sant Feliu de Buixalleu          | nucli de població nucli d'entitat singular de població                    | 0 hab   | 41° 48′ 08″ N, 2° 34′ 26″ E / 41.8021628715°N,2.5739575845512°E 571 msnm     |           |                     | Modifica les dades a Wikidata |
|        | les Cases Romanes      | Sant Feliu de Buixalleu          | nucli de població                                                         |         | 41° 46′ 37″ N, 2° 35′ 45″ E / 41.777022460223°N,2.5957828009485°E            |           | Les Cases Romanes   | Modifica les dades a Wikidata |

## pont
| imatge | Nom                | Ubicat a                | instància de | Detalls                  | coordenades                                                         | Protecció | Commons (més fotos) | Dades a WD                    |
| ------ | ------------------ | ----------------------- | ------------ | ------------------------ | ------------------------------------------------------------------- | --------- | ------------------- | ----------------------------- |
|        | Pont de Can Serrat | Sant Feliu de Buixalleu | pont         |                          | 41° 46′ 32″ N, 2° 33′ 42″ E / 41.7754676444631°N,2.56161974989353°E |           |                     | Modifica les dades a Wikidata |
|        | Pont de Sota Via   | Sant Feliu de Buixalleu | pont         | Travessa: riera de Breda | 41° 43′ 40″ N, 2° 34′ 13″ E / 41.7278083530487°N,2.57033636087511°E |           |                     | Modifica les dades a Wikidata |

## serra
| imatge | Nom                  | Ubicat a                                                   | instància de | Detalls | coordenades                                                         | Protecció | Commons (més fotos) | Dades a WD                    |
| ------ | -------------------- | ---------------------------------------------------------- | ------------ | ------- | ------------------------------------------------------------------- | --------- | ------------------- | ----------------------------- |
|        | Serra Coloma         | Maçanes Sant Feliu de Buixalleu                            | serra        |         | 41° 45′ 54″ N, 2° 37′ 23″ E / 41.76496667°N,2.62313611°E 243.7 msnm |           |                     | Modifica les dades a Wikidata |
|        | Serra del Terme Gros | Maçanes Sant Feliu de Buixalleu                            | serra        |         | 41° 58′ 54″ N, 2° 30′ 04″ E / 41.9818°N,2.50123°E 309.5 msnm        |           |                     | Modifica les dades a Wikidata |
|        | la Pedrosa           | Riudarenes Santa Coloma de Farners Sant Feliu de Buixalleu | serra        |         | 41° 49′ 48″ N, 2° 36′ 37″ E / 41.83004722°N,2.61023889°E 524 msnm   |           |                     | Modifica les dades a Wikidata |
|        | serra de Malhivern   | Arbúcies Sant Feliu de Buixalleu                           | serra        |         | 41° 48′ 50″ N, 2° 32′ 57″ E / 41.81398889°N,2.54920556°E 608.1 msnm |           |                     | Modifica les dades a Wikidata |
|        | serra de Riuclar     | Maçanes Riudarenes Sant Feliu de Buixalleu                 | serra        |         | 41° 47′ 48″ N, 2° 37′ 53″ E / 41.796575°N,2.63143889°E              |           |                     | Modifica les dades a Wikidata |

## teuleria
| imatge | Nom                | Ubicat a                | instància de | Detalls                     | coordenades                                        | Protecció                                  | Commons (més fotos) | Dades a WD                    |
| ------ | ------------------ | ----------------------- | ------------ | --------------------------- | -------------------------------------------------- | ------------------------------------------ | ------------------- | ----------------------------- |
|        | Forn d'en Garduix  | Sant Feliu de Buixalleu | teuleria     | Estil: arquitectura popular | 41° 46′ 26″ N, 2° 34′ 50″ E / 41.77384°N,2.58067°E | bé integrant del patrimoni cultural català |                     | Modifica les dades a Wikidata |
|        | Forn de Can Molins | Sant Feliu de Buixalleu | teuleria     | Estil: arquitectura popular | 41° 45′ 13″ N, 2° 36′ 09″ E / 41.75353°N,2.60257°E | bé integrant del patrimoni cultural català |                     | Modifica les dades a Wikidata |

## Misc
| imatge | Nom                                          | Ubicat a                                   | instància de                                           | Detalls                                    | coordenades | Protecció                                            | Commons (més fotos)                         | Dades a WD                    |
| ------ | -------------------------------------------- | ------------------------------------------ | ------------------------------------------------------ | ------------------------------------------ | --- | ---------------------------------------------------- | ------------------------------------------- | ----------------------------- |
|        | Antigues Escoles de Sant Feliu de Buixalleu  | Sant Feliu de Buixalleu                    | edifici                                                | Estil: arquitectura popular                | 41° 47′ 27″ N, 2° 35′ 10″ E / 41.79086°N,2.58622°E                                                                              | bé integrant del patrimoni cultural català           |                                             | Modifica les dades a Wikidata |
|        | Castell de Montsoriu                         | Arbúcies Sant Feliu de Buixalleu           | castell                                                | Estil: gòtic català                        | 41° 47′ 00″ N, 2° 32′ 26″ E / 41.78321111°N,2.540525°E ca:Trencall situat al km 7,5 de la carretera d'Arbúcies a Breda 632 msnm | bé d'interès cultural bé cultural d'interès nacional | Castell de Montsoriu                        | Modifica les dades a Wikidata |
|        | Farga de Gaserans                            | Sant Feliu de Buixalleu                    | farga                                                  | Estil: arquitectura popular                | 41° 44′ 22″ N, 2° 36′ 19″ E / 41.73955°N,2.60519°E                                                                              | bé integrant del patrimoni cultural català           |                                             | Modifica les dades a Wikidata |
|        | Gorg d'en Perxistor                          | Fogars de la Selva Sant Feliu de Buixalleu | indret                                                 |                                            | 41° 43′ 39″ N, 2° 36′ 09″ E / 41.72743°N,2.602586°E                                                                             |                                                      | Gorg d'en Perxistor                         | Modifica les dades a Wikidata |
|        | Ignasi Sagnier                               | Gaserans Sant Feliu de Buixalleu           | nucli d'entitat singular de població nucli de població | 2 hab                                      | 41° 44′ 14″ N, 2° 37′ 00″ E / 41.7373316°N,2.616677284°E 72.941 msnm                                                            |                                                      |                                             | Modifica les dades a Wikidata |
|        | Pedrera de les Gavarres                      | Sant Feliu de Buixalleu                    | pedrera                                                |                                            | 41° 47′ 42″ N, 2° 33′ 24″ E / 41.7949937018148°N,2.55664819420797°E                                                             |                                                      |                                             | Modifica les dades a Wikidata |
|        | Polígon industrial Sector Skol               | Sant Feliu de Buixalleu                    | polígon industrial                                     |                                            | 41° 43′ 42″ N, 2° 34′ 50″ E / 41.7283508458783°N,2.58064906714782°E                                                             |                                                      |                                             | Modifica les dades a Wikidata |
|        | Pou de glaç                                  | Sant Feliu de Buixalleu                    | pou de neu                                             | Estil: arquitectura popular                | 41° 46′ 20″ N, 2° 34′ 23″ E / 41.77227°N,2.57307°E                                                                              | bé integrant del patrimoni cultural català           |                                             | Modifica les dades a Wikidata |
|        | Sitges de Buixalleu                          | Sant Feliu de Buixalleu                    | edifici històric despoblat jaciment arqueològic sitja  |                                            | 41° 47′ 21″ N, 2° 34′ 35″ E / 41.7891861561184°N,2.57625719334885°E                                                             | bé integrant del patrimoni cultural català           |                                             | Modifica les dades a Wikidata |
|        | Torre de la Móra                             | Sant Feliu de Buixalleu                    | torre de sentinella                                    | Estil: arquitectura popular 7th century    | 41° 45′ 52″ N, 2° 34′ 39″ E / 41.764337°N,2.577491°E ca:Gaserans 351 msnm                                                       | bé d'interès cultural bé cultural d'interès nacional | Torre de la Mora (Sant Feliu de Buixalleu)  | Modifica les dades a Wikidata |
|        | Torre del telègraf de Montsoriu              | Sant Feliu de Buixalleu                    | torre de telegrafia òptica                             |                                            | 41° 47′ 02″ N, 2° 32′ 28″ E / 41.7838831°N,2.5409826°E                                                                          |                                                      |                                             | Modifica les dades a Wikidata |
|        | casa consistorial de Sant Feliu de Buixalleu | Sant Feliu de Buixalleu                    | casa consistorial                                      |                                            | 41° 44′ 07″ N, 2° 36′ 25″ E / 41.7353959°N,2.6070826°E                                                                          |                                                      |                                             | Modifica les dades a Wikidata |
|        | cementiri de Sant Feliu de Buixalleu         | Sant Feliu de Buixalleu                    | cementiri                                              |                                            | 41° 47′ 39″ N, 2° 35′ 19″ E / 41.7942571121288°N,2.58865697779347°E                                                             |                                                      |                                             | Modifica les dades a Wikidata |
|        | coll Castellar                               | Arbúcies Sant Feliu de Buixalleu           | collada                                                |                                            | 41° 46′ 59″ N, 2° 32′ 06″ E / 41.78314444°N,2.53489778°E                                                                        |                                                      |                                             | Modifica les dades a Wikidata |
|        | monument a Ramon Berenguer II Cap d'Estopes  | Sant Feliu de Buixalleu                    | monument                                               | 20th century Dedicat a: Ramon Berenguer II | 41° 43′ 43″ N, 2° 36′ 08″ E / 41.728497°N,2.602131°E ca:Gaserans, prop del Gorg del Perxistor 70 msnm                           | bé integrant del patrimoni cultural català           | Monument a Ramon Berenguer II Cap d'Estopes | Modifica les dades a Wikidata |